# Mike Vincent
Mike Vincent ('s-Hertogenbosch, 6 februari 1944) is de artiestennaam van de zanger Cees Vermeulen Windsant.
Vincent is vooral bekend geworden met repertoire van feestmuziek, maar ook met covers en oldies. Vele carnavalsnummers heeft hij geproduceerd en ook zelf gezongen. Hij is daarnaast bij vele Bosschenaren ook bekend als marktkoopman op de Bossche zaterdagmarkt, waar hij iedereen jarenlang met succes van muziek voorzag. 

## Loopbaan
In 1969 zong hij in de groep The Flying Rockers het nummer Nessuno mi puo guidicare, dat hij later in het Nederlands vertaalde voor Franklin Kennedy in De waarheid komt aan het licht (1975).
Het bekendst werd hij met het nummer Friet met Mayonaise uit 1974 op de muziek van Gigi l'amoroso van Dalida, dat tezelfdertijd een hit was. In dit nummer kwam tot uiting dat een frietje met mayonaise aan hem meer besteed was dan een culinair diner. Van het lied maakte ook Johnny Hoes een versie, die geen hit werd. Een aflevering van het televisieprogramma Toen was geluk heel gewoon was geheel aan Friet met mayonaise gewijd.
In 1976 had hij een hit met het lied Oh Valeria.
Zijn platenlabel MaMiCha Music is vernoemd naar de initialen van zijn drie kinderen. Bij de Buma heeft hij onder andere Stichting Charles' Music geregistreerd, vernoemd naar zijn jongste zoon en kleinkind.
In zijn woonplaats is hij ook bekend met zijn nummer het lied Ik hou van Den Bosch (Mama Corsica-Eurosongfestival 1993), dat hij spontaan in één take heeft ingezongen.